# 1899年宾夕法尼亚州联邦参议员选举
自1899年1月17日起，宾夕法尼亚州议会举办了一场选举以选出马修·夸伊所任联邦参议员席位，新任期将始于3月4日且为期六年。夸伊谋求连任，但因涉及州资金的财务违规案遭起诉而形象受损。议会为选举新任参议员僵持三月未果，期间夸伊正接受审判。夸伊最终于休会当日获判无罪。州长随后任命他继续出任参议员，但联邦参议院以州长无权任命为由拒绝其任职。此席位一直空缺至1901年议会再次开会夸伊方才当选。
夸伊是宾夕法尼亚州的共和党政治老板，曾两度出任联邦参议员。共和党内的反对派与改革派决意阻止他连任，试图在1898年州议会选举中扶持自家候选人。反夸伊阵营中最知名者是费城商人约翰·沃纳梅克，此前因夸伊运作，分别在1897年参议员提名和1898年州长提名中落选。尽管他本人无意角逐参议员席位，但在1898年选战期间发表演讲反对夸伊。
尽管共和党在议会中占有明显多数，但党内反对夸伊的人数足以让他无法获得连任所需票数。民主党与反夸伊的共和党人虽加起来占多数，却始终未能联手支持其他人选。民主党坚持支持1898年州长候选人乔治·A·詹克斯，反夸伊的共和党人则先后投票支持数人，最终集中在本杰明·F·琼斯身上。议会在三个多月的会期中几乎每天投票一次，始终无果，至4月20日休会，参议员席位仍悬而未决。
议会休会且夸伊获判无罪后，州长威廉·A·斯通任命他填补参议员空缺，但联邦参议院以一票之差拒绝接纳，席位继续空缺至1901年。夸伊将参议院的失败归咎于他的共和党政治同僚、俄亥俄州的马克·汉纳，作为报复他在1900年共和党全国代表大会上不顾汉纳反对支持托马斯·C·普拉特的计划，让纽约州州长西奥多·罗斯福出任副总统，使其在政治上边缘化。夸伊后于1901年重返参议院并任职至1904年去世，其政治势力由同为宾州参议员的博伊斯·彭罗斯继承。

## 背景
1787年制宪会议期间，与会代表达成共识，联邦参议员由各州议会选出而非选民直选。联邦法律规定，参议员任期届满前，新一届州议会两院就位后第二个星期二开始进行选举。届时两院分别投票，若上下两院多数支持同一人，次日中午在联席会议上正式宣布当选。若意见不一，则由两院议员共同点名表决，以出席者过半票数决定人选。如仍未选出参议员，议会必须每天召开一次联席会议投票，直至会期结束或选出为止。若参议员席位在议会休会期间出缺，州长可临时任命一人直至议会复会。若议员无法达成一致，该机制极易陷入僵局。19世纪90年代至20世纪初，先后有八个州一度无法填补参议员空缺，时间从十个月到四年不等。1901至1903年间，特拉华州在参议院中甚至没有代表。
马修·夸伊1833年9月30日生于宾夕法尼亚州迪尔斯堡。学业完成后，于1854年在比弗成为律师，后于1856年出任比弗县首席书记。南北战争期间他在联邦军服役，因1862年参加弗雷德里克堡战役而获国会荣誉勋章。他于1865年当选宾州众议员，随后成为联邦参议员西蒙·卡梅伦政治机器的一部分。自1872年起，夸伊任卡梅伦的副手。至1880年代中期，他从卡梅伦之子、参议员唐·卡梅伦手中夺下宾夕法尼亚州共和党的控制权，1887年当选联邦参议员并于1893年连任。夸伊以金钱与官位维系权力，毫无顾忌地动用州库，向青睐的人发放贷款，用州政府公款收买选票与报纸舆论。他深知掌握财政的重要，1885至1887年亲自担任州司库，曾直言：“州长或议会偶尔丢了也无妨，但州库我必须牢牢抓在手里。”

## 夸伊所面临的反对与诉讼

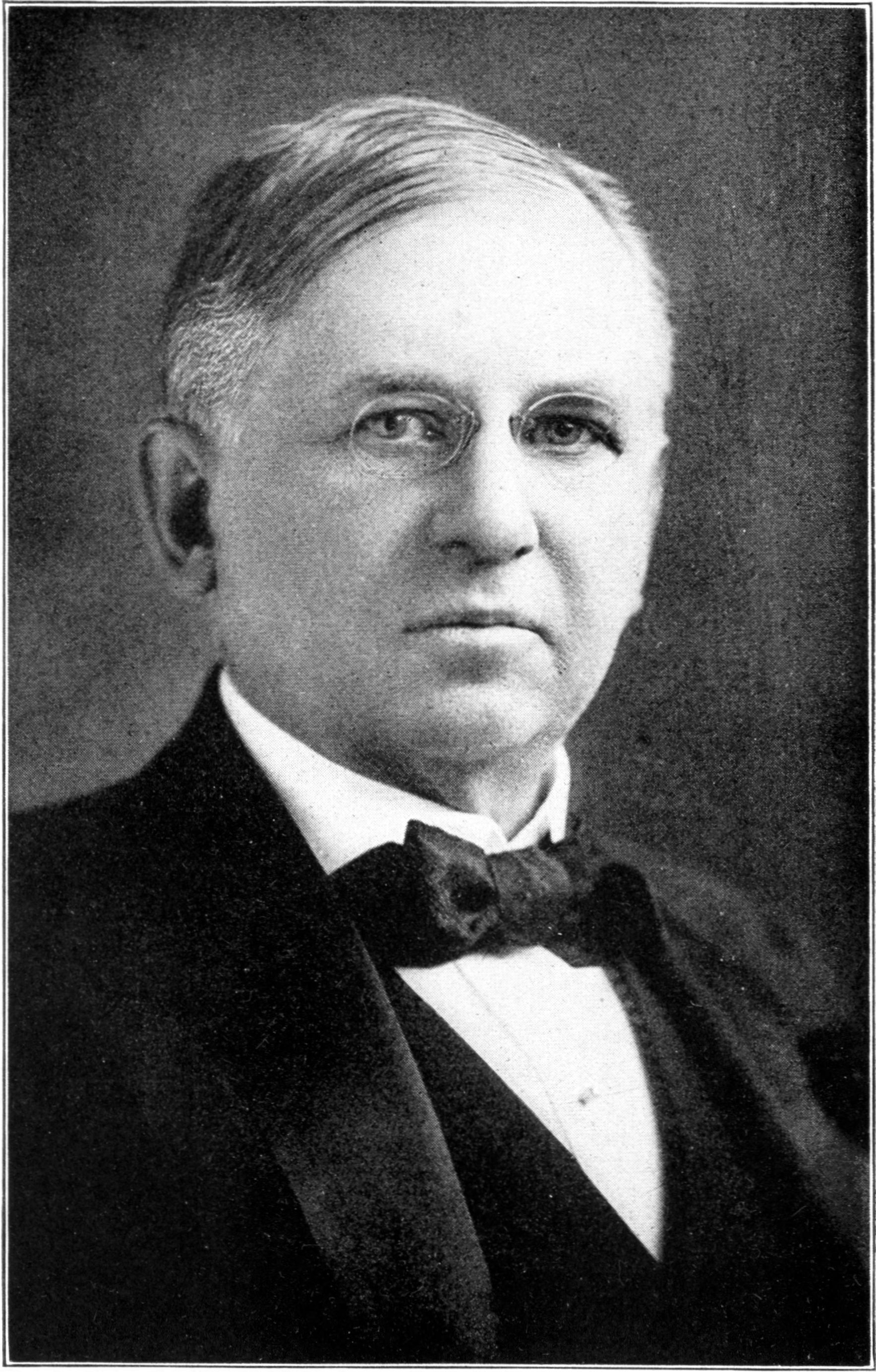
约翰·沃纳梅克反对夸伊竞选第三任期

自1882年以来，宾夕法尼亚州共和党内虽始终存在反对夸伊的声音，但屡战屡败。资深联邦参议员唐·卡梅伦宣布将在1897年任满退休，费城商人、前邮政总局局长约翰·沃纳梅克意欲接替其位，该席位将由州议会于1897年初选出。由于多数共和党议员受制于夸伊，他推荐的人选通常能顺利获党团支持，此次他力挺博伊斯·彭罗斯。沃纳梅克仍强行参选，发表演讲痛斥夸伊，并联络议会中的改革派，但彭罗斯在1897年初的共和党党团投票中轻松胜出，顺利当选。沃纳梅克并未就此停手，又于1898年初角逐州长提名，虽败犹战，继续演讲抨击夸伊，希望能够激起足够的反对情绪，阻止他在1899年初获议会提名连任。他的演讲让宾夕法尼亚州的选民深刻认识到老板主义的问题，并帮助民主党人以及反夸伊的共和党人当选。
1898年10月3日，夸伊因涉嫌合谋侵吞费城人民银行资金被捕。早在1896年，他曾安排将100万美元（相当于2024年的$37,796,000）州资金存入该行，并说服银行出纳兼经理约翰·S·霍普金斯用这笔钱投资纽约大都会轨道公司。夸伊曾发电报称：“你若替我买下一千股大都会，我便摇一摇李子树。”调查者认为，此话暗示他将动用州库资金弥补投机损失。随后股价暴跌，银行倒闭，霍普金斯饮弹自尽。有人指控银行支付的利息并未入州库，而是落入夸伊之手。此类信息早已流传数月，夸伊传记作者詹姆斯·凯尔认为，起诉时间正好踩在选前，意在将打击最大化。尽管丑闻缠身，夸伊一手挑中的州长候选人威廉·A·斯通仍以逾十一万票优势当选。
夸伊之子理查德与州司库本杰明·海伍德也一同遭起诉，不过理查德的指控随后被撤，海伍德则在宣判前去世。反夸伊势力借腐败指控大作文章，一面阻挠其连任，一面在公众面前维持共和党人的姿态。1898年末，案件一再拖延，夸伊遂向宾夕法尼亚州最高法院申请指派法官，希望赶在议会1月投票前了结此事，结果审判被排到2月底。

## 党团会议和前期投票

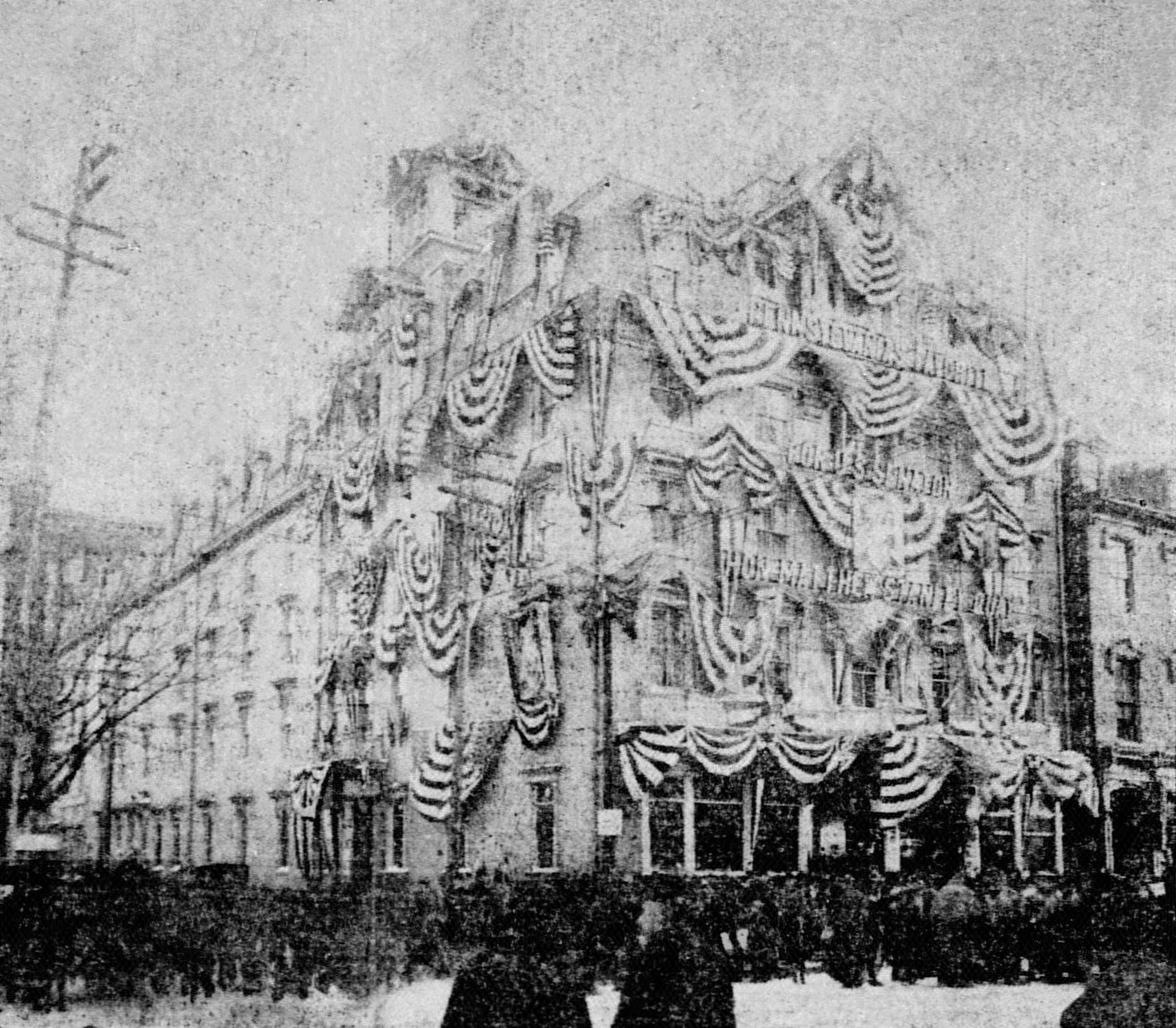
位于哈里斯堡的夸伊竞选总部

1899年1月即将开会的州议会中，共和党占164席，民主党84席，另有6名“联合提名者”，由反夸伊阵营跨党派联手推举产生。1月3日，共和党议员召开党团会议推选参议员候选人。按当时惯例，出席者必须接受表决结果。会上仅109人出席，其中98票投给夸伊，这一结果得到了一致通过。州议会共254席，夸伊在联席会议中需获128票才能当选，即使算上反对的与会者他仍差19票。但其支持者仍宣布获胜，声称余票不难拿下。民主党拒与共和党反夸伊派联手，遂推出去年的州长候选人、前国会议员乔治·A·詹克斯作为自家人选。因沃纳梅克拒绝参选，反夸伊的共和党人一开始并无统一候选人。夸伊自信必能连任，预留四万美元（相当于2024年的$1,511,840）以贿选游移议员。

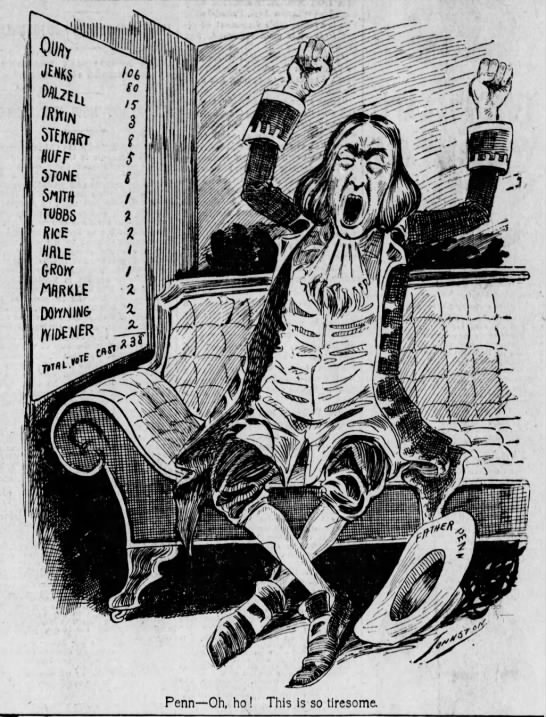
1899年1月25日《匹兹堡新闻报》的漫画，谴责参议院僵局

1月17日，州议会两院在首府哈里斯堡举行首次投票。夸伊在参议院获27票，在众议院获85票，共计112票。因有缺席与空缺，联席会议需124票方可当选，夸伊尚差12票。民主党人詹克斯在参议院得12票，在众议院得70票。得票排名其后的是来自匹兹堡的共和党联邦众议员约翰·达尔泽尔，共获16票。夸伊虽在参议院居多数，却未能在众院做到这一点，因此必须进入联席会议继续投票。
除非联席会议多数通过另有决议，每日仅进行一轮联邦参议员投票。此后几乎每轮表决，夸伊都居于领先，有时甚至过半，但仅限出席人数不足、无法达成法定人数的日子。民主党联邦众议员约瑟夫·C·锡布利为夸伊奔走，劝说宾州民主党议员投票支持夸伊，未果。民主党人仍支持詹克斯。2月27日，夸伊案控方请求延期，审理推至4月，夸伊阵营则称案件已告破裂。3月3日，众议院议长约翰·R·法尔突然宣布休会，引发民主党与共和党反夸伊派不满，指其专断。当日两派议员留在会场，宣称将自行选出新议长，但人数未达法定标准且遭前民主党议长斥责，最终作罢。当晚夸伊参议员任期届满，席位随之出缺，自此国会参议院仅剩彭罗斯代表宾州。

## 后期投票和僵局

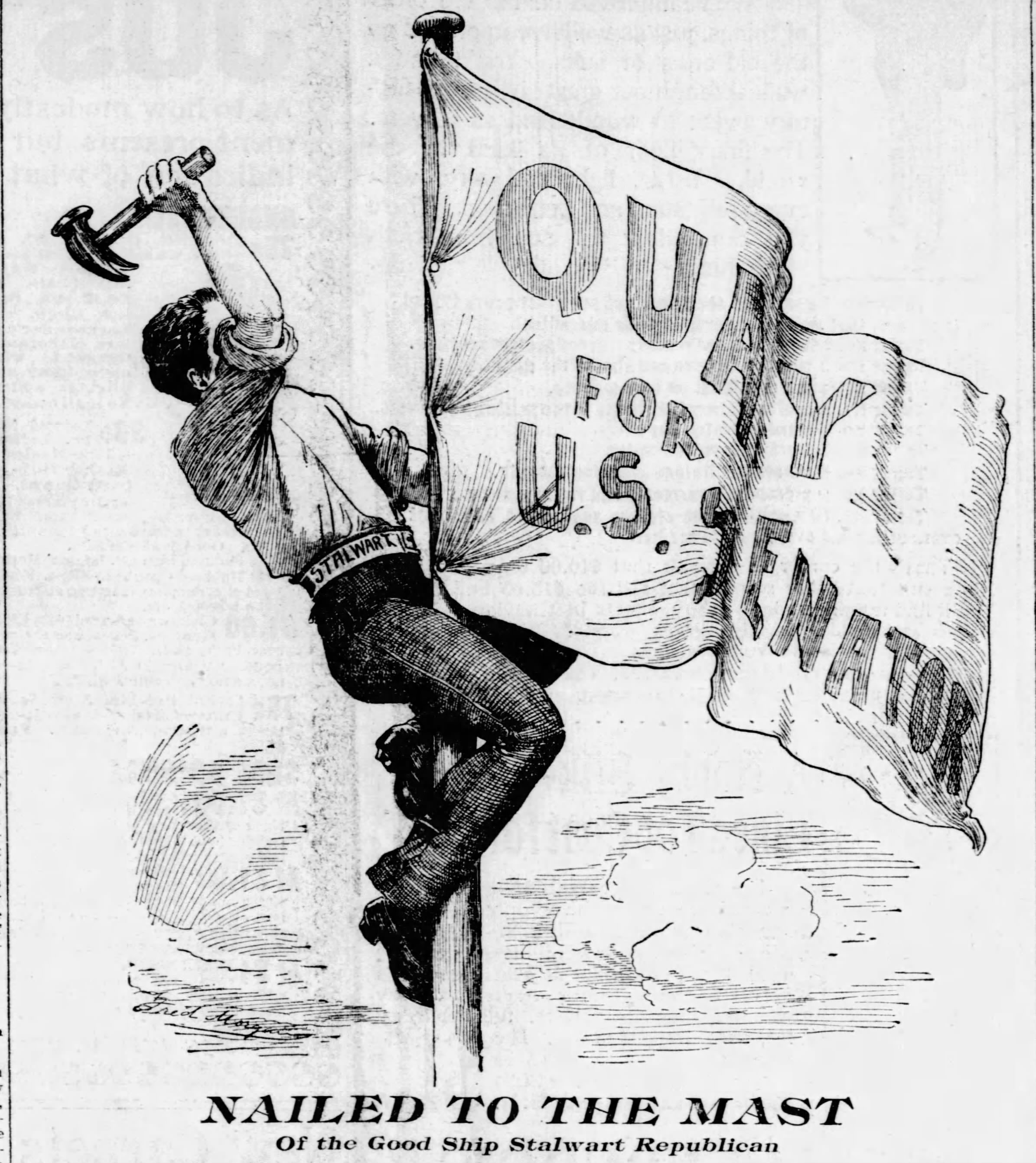
1899年4月19日《费城问询报》发表一幅漫画，画中夸伊阵营“钉旗于桅”，意指坚决拒绝妥协，不接受替代人选

3月15日，《纽约时报》报道称，这场僵局恐将持续至会期结束，宾州参议员席位极可能在12月国会复会时仍无人出任，即便州长试图任命，参议院也大概率拒绝，过去类似情形多被否决。投票继续进行，除周日外每天一轮，夸伊始终未能在法定人数到场的情况下接近多数。反夸伊派提议与其支持者会谈，但夸伊的代理人、州参议员约翰·C·格雷迪不愿妥协，他在协商会议上宣读了夸伊写的一封信，信中写道：“去迁就那些三个月来阻挠宾州选出参议员的人，无异于将他们从自己跳下的深渊里捞出来。他们对党的背叛不再可憎，反而变得正当，背叛一旦正当，就会成为风尚。”民主党人拒绝与反夸伊共和党人合作，坚持支持詹克斯。
根据历史学家詹姆斯·A·克尔的说法：
议会的拉锯消磨耐性，令人身心俱疲。对局中人而言，这场漫长的角力，为了拉拢议员、撮合组合而四处奔走，几乎成了身心道德上的一场折磨。夸伊成功将案件转到费城开审，使局势更趋紧张。检方案情本就薄弱，仓促拼凑，意在政治上打击夸伊。他或许确有其事，但费城市检察官罗瑟梅尔手中既无文件也无证人，根本无力定罪。

4月17日，匹兹堡政坛人物、州参议员克里斯托弗·马吉宣布不再支持夸伊，令其阵营失去部分支持。次日清晨，马吉与十余名议员在州参议院开会，通过决议称夸伊无望当选，并提名共和党全国委员会前主席本杰明·F·琼斯为参议员候选人。联席会议召开后，琼斯得69票，詹克斯85票，夸伊93票。外界曾预估马吉可带走二十余票，实则仅有14人倒戈。4月19日最后一轮投票，与前一日结果一致。当时有四人结对不投，一名州参议员亚历山大·霍金斯则因随部队驻守菲律宾缺席。反夸伊派原盼民主党人联手推举琼斯，终未如愿。次日，议会正式休会，参议员席位继续空缺。同日夸伊在费城出庭，当庭获判无罪。为纪念夸伊脱罪，不少支持者栽种李树。盖茨堡一人甚至种下五十棵，还请夸伊几年后来亲手“摇树”。

## 任命

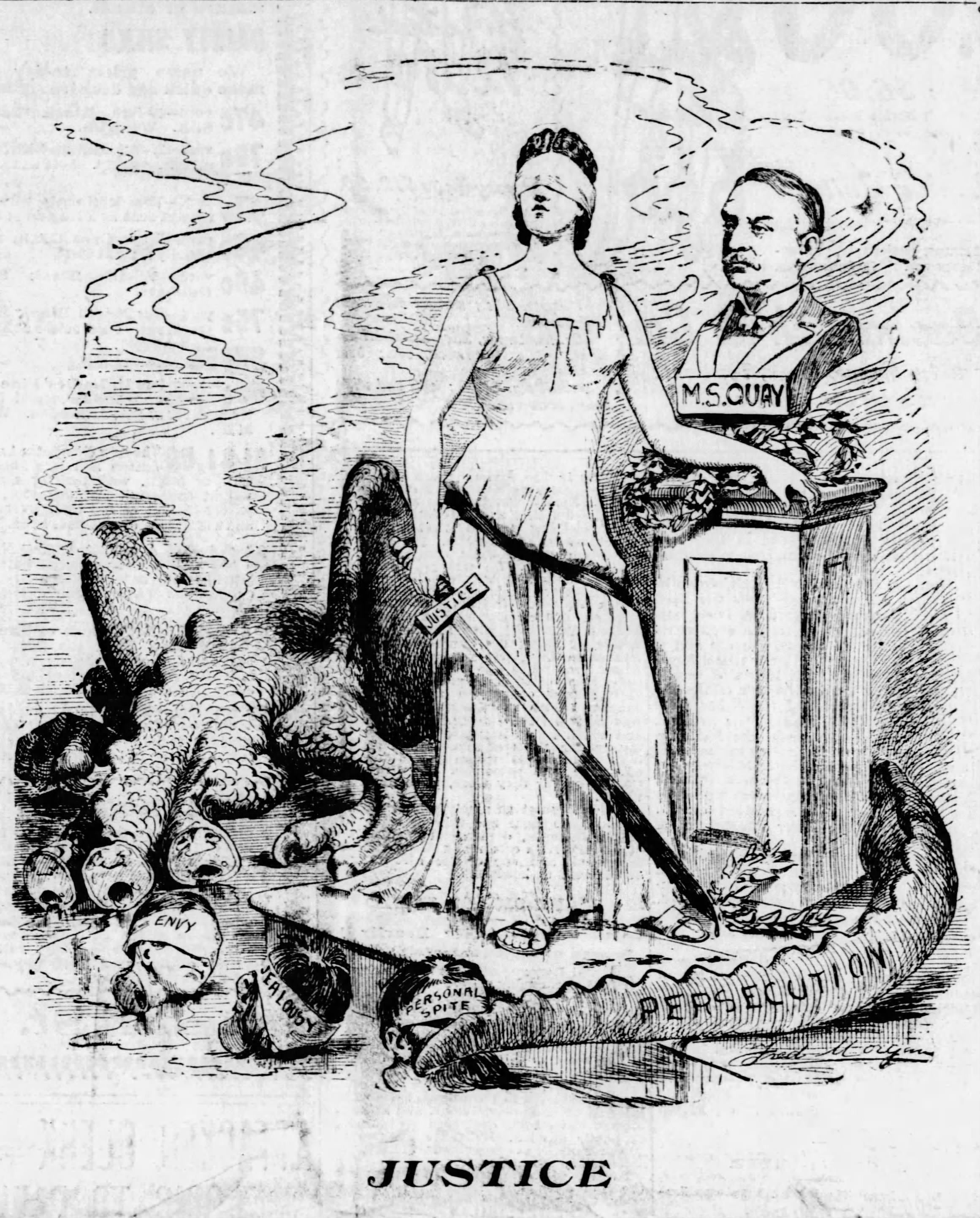
1899年4月22日《费城问询报》刊登漫画，画中正义女神为夸伊洗清罪名

4月21日，州长斯通任命夸伊填补参议员空缺。此前外界曾猜测他可能会任命，也可能召集特别会议，但他始终未表态。斯通表示，自己希望此时就把问题摊开，而不是留到以后。夸伊能否被联邦参议院接纳引发广泛争论。毕竟议会本有机会选出人选，却最终空缺未决。1893年蒙大拿也曾出现类似情况，参议院当时拒绝接纳州长任命。传记作者克尔认为，斯通若召回议会开特别会，或许可借夸伊脱罪之机促成表决，会更妥当。但斯通此举想谴责沃纳梅克，并公开支持夸伊。沃纳梅克随后发起一场运动，力促联邦参议院在1899年12月新会期开始时拒绝让夸伊入席。多家报纸加入声援警告共和党参议员，若接纳一名遭本州议会否决的人，将被民主党抓住把柄从而影响1900年大选。
1899年12月4日，国会复会，夸伊的任命资格被转交联邦参议院特权与选举委员会审议。与此同时，宾州议会78名议员联名上书，要求参议院拒绝让夸伊入席。1900年1月4日，来自马萨诸塞州的共和党参议员、委员会成员乔治·霍尔在会上表示，自己几乎每天都收到反对夸伊的来信，其他议员也多有类似情况。
1900年1月23日，委员会作出报告，以5比4的投票结果拒绝让夸伊入席，霍尔属少数派一方。多数意见认为，宪法未赋予州长在议会僵局时自行任命的权力，只有在议会休会期间出现空缺时方可由州长临时任命。当时有一名共和党人倒向民主党，与四名民主党议员组成多数，其余四名共和党人则为少数派。
接下来的三个月里，参议院断断续续辩论夸伊的席位问题，最终于1900年4月24日表决。沃纳梅克请出曾任总统的本杰明·哈里森助阵——当年正是哈里森任命他为邮政总局局长。哈里森劝服家乡州印第安纳的共和党参议员，以及几位曾在其政府任职、现已入参院的旧部一同投下反对票。表决结果为33比32，否决夸伊入席，该表决打破了党派界线。投反对票的共和党人中，包括与夸伊同为政治老板的俄亥俄州人马克·汉纳。汉纳不仅是参议员，还是总统麦金莱的亲信，曾主导其1896年总统竞选。
夸伊在1900年共和党全国大会上出手回击汉纳，联手纽约州的托马斯·普拉特并助其达成一桩算计，即把本州州长西奥多·罗斯福推上副总统之位，使其在政治上边缘化。尽管汉纳强烈反对，普拉特与夸伊最终仍让罗斯福拿下提名。历史学者刘易斯·L·古尔德指出，夸伊此举虽有替老友普拉特出力的成分，更重要的是“为难甚至打击汉纳，正是汉纳反对他凭州长任命进入国会参议院”。汉纳传记作者威廉·H·霍纳引述早期汉纳传记作者赫伯特·克罗利的话说：“若非普拉特一心想把罗斯福赶出纽约，夸伊又急于报复汉纳，罗斯福永远不可能当上副总统。”正是这一职位，使他在1901年9月麦金莱遇刺后接任总统。

## 余波
克尔认为夸伊在推动罗斯福获副总统提名一事中扮演关键角色，而罗斯福在公众眼中是战争英雄以及改革派，此举“重建了他在拱心石之州已蒙尘的名声”。1900年选季，夸伊四处为支持自己的议员候选人站台，筹备议会复会后的投票，但最终结果更有利于沃纳梅克一方的改革派。议会开会后，夸伊设法争取到一名民主党人和七名原先反对他的共和党议员倒戈，疑有金钱运作，其票数险胜，赢得了六年任期的剩余部分。
夸伊的当选让沃纳梅克大为气馁，使其对政治失去了兴趣。不过据其传记作者赫伯特·亚当斯·吉本斯所言，夸伊的声望“已彻底扫地，政治老板的衣钵不久便落在彭罗斯肩上”。夸伊1904年在任内去世，此后宾州共和党由彭罗斯掌控，直到他于1921年去世，标志着“卡梅伦—夸伊—彭罗斯”政治机器的终结。这一体系曾是全国最持久、最有权势的政治机器之一。民间对参议员选举制度的失望日益加剧，该制度既被视为腐败又屡陷僵局，最终促成1913年《宪法第十七修正案》通过，将参议员改由全民直选，不再经由州议会产生。

## 引用著作
- Beers, Paul B. . Penn State Press. 2010. ISBN 978-0-271-04498-9.
- Blair, William Alan. . Pennsylvania History. April 1989, 56 (2): 78–89.
- Bybee, Jay S. . Northwestern University Law Review. Winter 1997, 91 (2): 500–572  [2012-07-24].
- Ershkowitz, Herbert.  eBook. Combined Publishing. 1999. ISBN 978-1-58097-004-4.
- Gibbons, Herbert Adams.  1. Harper & Brothers. 1926. OCLC 162856645.
- Gould, Lewis L. . Indiana Magazine of History. December 1981, 77 (4): 358–372. JSTOR 27790562.
- Horner, William T. . Ohio University Press. 2010. ISBN 978-0-8214-1894-9.
- Kehl, James A. . University of Pittsburgh Press. 1981. ISBN 978-0-8229-3426-4.
- Schiller, Wendy J.; Stewart III, Charles.  eBook. Princeton University Press. 2015. ISBN 978-0-691-16316-1.
- Taft, George S. . United States Government Printing Office. 1903. OCLC 1042405215.

## 延伸阅读
- Chapman, Elizabeth Ann.  (学位论文). University of Wisconsin. 1924.